# Coelotes transiliensis
Coelotes transiliensis là một loài nhện trong họ Amaurobiidae.
Loài này thuộc chi Coelotes. Coelotes transiliensis được miêu tả năm 2001 bởi Ovtchinnikov.